# Circeaster kristinae
Circeaster kristinae är en sjöstjärneart som beskrevs av Mah 2006. Circeaster kristinae ingår i släktet Circeaster och familjen ledsjöstjärnor. Inga underarter finns listade i Catalogue of Life.